# Après Tout (Grenada)
Après Tout (deutsch: „Hinter Allem“) ist eine Siedlung bei Saint David’s im Südosten des Inselstaates Grenada in der Karibik.

## Geographie
Die Siedlung ist eine der abgelegensten Siedlungen im Parish Saint David, weit im Landesinneren und zwischen 300 und 400 m Höhe.
Der Ort ist über Thebaide mit der Küste verbunden.